# Rugby Club Aia
Actualités
Le Rugby Club Aia (en géorgien : სარაგბო კლუბი აია) est un club géorgien de rugby à XV basé à Koutaïssi.

## Historique
Le club de rugby du Rugby Club Aia est créé en 1967. Son nom fait référence à Aia, l'un des anciens noms de la ville de Koutaïssi.
Après l'indépendance de la Géorgie, le club remporte la première édition du championnat géorgien, ainsi que l'édition suivante et celle de 1995,. En 2021, il remporte le championnat pour la 4e fois de son histoire, soit 26 ans après son dernier titre.

## Identité visuelle

Évolution du logo.
Logo abandonné en 2017.
Logo depuis 2017.

## Palmarès

### En compétition géorgienne
- Championnat de Géorgie de rugby à XV :
  - Champion : 1990, 1991, 1995, 2021.

### En compétition soviétique
- Championnat d'URSS de rugby à XV :
  - Champion : 1987, 1988, 1989[1].
- Coupe d'URSS de rugby à XV :
  - Vainqueur : 1987, 1990[1].